# Xorides tarsalis
Xorides tarsalis är en stekelart som först beskrevs av Szepligeti 1914.  Xorides tarsalis ingår i släktet Xorides och familjen brokparasitsteklar. Inga underarter finns listade i Catalogue of Life.